# Heinz Dieter Paul
Heinz Dieter Paul (* 3. September 1943 in Braunau, Reichsgau Sudetenland; † 5. November 2019 in Königswinter) war ein deutscher Komponist und Dirigent.

## Leben
Nach seiner Vertreibung wuchs er in Aalen in Baden-Württemberg auf. Mit 8 Jahren bekam er seinen ersten Flöten-, Klavier- und Orgelunterricht. Während seiner Gymnasialzeit wurde er bereits Organist und Chorleiter. Nach seinem Abitur trat er im April 1964 zunächst in die Bundeswehr ein. Die Gebirgsjägerbrigade 23 in Bad Reichenhall war seine erste Station.
1966 begann er sein Studium an der Staatlichen Musikhochschule in Karlsruhe in den Fächern Klavier, Dirigieren und Musiktheorie. 1969 und 1970 war er Korrepetitor an der Oper in Karlsruhe. 1970 absolvierte er das Staatsexamen als Kapellmeister und Privatmusiklehrer für Klavier. Er entschied sich für eine Laufbahn in der Militärmusik. Paul leitete ab 1975 eine Musikkapelle in Stuttgart, ehe er 1978 bis 1987 die Leitung der Musikkapelle der 8. Gebirgsdivision in Garmisch-Partenkirchen übernahm. 1987 übernahm er als Oberstleutnant die Leitung des Stabsmusikkorps in Bonn-Siegburg und schied 1993 aus der Bundeswehr aus, um sich als Dozent an der Musikhochschule in München zu betätigen.

## Werke für Blasorchester
- 1977: Potz Blitz
- 1979: Countdown
- 1979: Innovation
- 1980: Tschaikowski-Melodien